# Lista planetelor minore/187501–187600
Aceasta este Lista planetelor minore/187501–187600; pentru a naviga prin lista completă vezi Lista planetelor minore.
Pentru ale detalii vezi și Proiect:Astronomie sau Portal:Astronomie.
| Nume          | Denumire provizorie | Data descoperirii  | Locul descoperirii   | Descoperitor(i)        |
| ------------- | ------------------- | ------------------ | -------------------- | ---------------------- |
| 187501 -      | 2006 SY352          | 30 septembrie 2006 | Catalina             | CSS                    |
| 187502 -      | 2006 SG357          | 30 septembrie 2006 | Catalina             | CSS                    |
| 187503 -      | 2006 SQ364          | 28 septembrie 2006 | Mount Lemmon         | Mount Lemmon Survey⁠(d) |
| 187504 -      | 2006 SO365          | 30 septembrie 2006 | Mount Lemmon         | Mount Lemmon Survey    |
| 187505 -      | 2006 SX394          | 27 septembrie 2006 | Mount Lemmon         | Mount Lemmon Survey    |
| 187506 -      | 2006 TB17           | 11 octombrie 2006  | Kitt Peak            | Spacewatch             |
| 187507 -      | 2006 TJ30           | 12 octombrie 2006  | Kitt Peak            | Spacewatch             |
| 187508 -      | 2006 TB43           | 12 octombrie 2006  | Kitt Peak            | Spacewatch             |
| 187509 -      | 2006 TT46           | 12 octombrie 2006  | Kitt Peak            | Spacewatch             |
| 187510 -      | 2006 TU48           | 12 octombrie 2006  | Kitt Peak            | Spacewatch             |
| 187511 -      | 2006 TE63           | 10 octombrie 2006  | Palomar              | NEAT                   |
| 187512 -      | 2006 TB77           | 11 octombrie 2006  | Palomar              | NEAT                   |
| 187513 -      | 2006 TG91           | 13 octombrie 2006  | Kitt Peak            | Spacewatch             |
| 187514 Tainan | 2006 TM94           | 15 octombrie 2006  | Lulin Observatory⁠(d) | C.-S. Lin⁠(d), Q.-z. Ye |
| 187515 -      | 2006 TL97           | 13 octombrie 2006  | Kitt Peak            | Spacewatch             |
| 187516 -      | 2006 TH107          | 15 octombrie 2006  | Kitt Peak            | Spacewatch             |
| 187517 -      | 2006 TA109          | 2 octombrie 2006   | Mount Lemmon         | Mount Lemmon Survey⁠(d) |
| 187518 -      | 2006 TD110          | 13 octombrie 2006  | Kitt Peak            | Spacewatch             |
| 187519 -      | 2006 UR5            | 16 octombrie 2006  | Catalina             | CSS                    |
| 187520 -      | 2006 UJ8            | 16 octombrie 2006  | Catalina             | CSS                    |
| 187521 -      | 2006 UL11           | 17 octombrie 2006  | Mount Lemmon         | Mount Lemmon Survey⁠(d) |
| 187522 -      | 2006 UB12           | 17 octombrie 2006  | Mount Lemmon         | Mount Lemmon Survey    |
| 187523 -      | 2006 UC12           | 17 octombrie 2006  | Mount Lemmon         | Mount Lemmon Survey    |
| 187524 -      | 2006 UD34           | 16 octombrie 2006  | Kitt Peak            | Spacewatch             |
| 187525 -      | 2006 UU36           | 16 octombrie 2006  | Kitt Peak            | Spacewatch             |
| 187526 -      | 2006 UP40           | 16 octombrie 2006  | Kitt Peak            | Spacewatch             |
| 187527 -      | 2006 US45           | 16 octombrie 2006  | Kitt Peak            | Spacewatch             |
| 187528 -      | 2006 UM61           | 19 octombrie 2006  | Mount Lemmon         | Mount Lemmon Survey⁠(d) |
| 187529 -      | 2006 UQ61           | 19 octombrie 2006  | Catalina             | CSS                    |
| 187530 -      | 2006 UG62           | 17 octombrie 2006  | Mount Lemmon         | Mount Lemmon Survey⁠(d) |
| 187531 -      | 2006 UM63           | 20 octombrie 2006  | Nyukasa⁠(d)           | Nyukasa⁠(d)             |
| 187532 -      | 2006 UX64           | 23 octombrie 2006  | Kitami⁠(d)            | K. Endate              |
| 187533 -      | 2006 UQ80           | 17 octombrie 2006  | Mount Lemmon         | Mount Lemmon Survey⁠(d) |
| 187534 -      | 2006 UU86           | 17 octombrie 2006  | Mount Lemmon         | Mount Lemmon Survey    |
| 187535 -      | 2006 UH87           | 17 octombrie 2006  | Mount Lemmon         | Mount Lemmon Survey    |
| 187536 -      | 2006 UH89           | 17 octombrie 2006  | Kitt Peak            | Spacewatch             |
| 187537 -      | 2006 UV93           | 18 octombrie 2006  | Kitt Peak            | Spacewatch             |
| 187538 -      | 2006 UA98           | 18 octombrie 2006  | Kitt Peak            | Spacewatch             |
| 187539 -      | 2006 UC98           | 18 octombrie 2006  | Kitt Peak            | Spacewatch             |
| 187540 -      | 2006 UQ115          | 19 octombrie 2006  | Kitt Peak            | Spacewatch             |
| 187541 -      | 2006 UX149          | 20 octombrie 2006  | Catalina             | CSS                    |
| 187542 -      | 2006 UC183          | 17 octombrie 2006  | Catalina             | CSS                    |
| 187543 -      | 2006 UV191          | 19 octombrie 2006  | Catalina             | CSS                    |
| 187544 -      | 2006 UP200          | 21 octombrie 2006  | Kitt Peak            | Spacewatch             |
| 187545 -      | 2006 UA218          | 30 octombrie 2006  | Kitami⁠(d)            | K. Endate              |
| 187546 -      | 2006 UV221          | 17 octombrie 2006  | Mount Lemmon         | Mount Lemmon Survey⁠(d) |
| 187547 -      | 2006 UG230          | 21 octombrie 2006  | Palomar              | NEAT                   |
| 187548 -      | 2006 UJ240          | 23 octombrie 2006  | Kitt Peak            | Spacewatch             |
| 187549 -      | 2006 UX240          | 23 octombrie 2006  | Mount Lemmon         | Mount Lemmon Survey⁠(d) |
| 187550 -      | 2006 UW248          | 27 octombrie 2006  | Mount Lemmon         | Mount Lemmon Survey    |
| 187551 -      | 2006 UX255          | 27 octombrie 2006  | Mount Lemmon         | Mount Lemmon Survey    |
| 187552 -      | 2006 UB273          | 27 octombrie 2006  | Kitt Peak            | Spacewatch             |
| 187553 -      | 2006 VG12           | 11 noiembrie 2006  | Mount Lemmon         | Mount Lemmon Survey⁠(d) |
| 187554 -      | 2006 VT12           | 11 noiembrie 2006  | Goodricke-Pigott⁠(d)  | R. A. Tucker⁠(d)        |
| 187555 -      | 2006 VJ15           | 9 noiembrie 2006   | Kitt Peak            | Spacewatch             |
| 187556 -      | 2006 VZ22           | 10 noiembrie 2006  | Kitt Peak            | Spacewatch             |
| 187557 -      | 2006 VO24           | 10 noiembrie 2006  | Kitt Peak            | Spacewatch             |
| 187558 -      | 2006 VK50           | 10 noiembrie 2006  | Kitt Peak            | Spacewatch             |
| 187559 -      | 2006 VV51           | 10 noiembrie 2006  | Altschwendt⁠(d)       | W. Ries⁠(d)             |
| 187560 -      | 2006 VO60           | 11 noiembrie 2006  | Mount Lemmon         | Mount Lemmon Survey⁠(d) |
| 187561 -      | 2006 VV60           | 11 noiembrie 2006  | Kitt Peak            | Spacewatch             |
| 187562 -      | 2006 VR67           | 11 noiembrie 2006  | Kitt Peak            | Spacewatch             |
| 187563 -      | 2006 VJ73           | 11 noiembrie 2006  | Kitt Peak            | Spacewatch             |
| 187564 -      | 2006 VL79           | 12 noiembrie 2006  | Mount Lemmon         | Mount Lemmon Survey⁠(d) |
| 187565 -      | 2006 VT79           | 12 noiembrie 2006  | Mount Lemmon         | Mount Lemmon Survey    |
| 187566 -      | 2006 VD89           | 14 noiembrie 2006  | Kitt Peak            | Spacewatch             |
| 187567 -      | 2006 VE94           | 15 noiembrie 2006  | Catalina             | CSS                    |
| 187568 -      | 2006 VU99           | 11 noiembrie 2006  | Catalina             | CSS                    |
| 187569 -      | 2006 VL107          | 13 noiembrie 2006  | Kitt Peak            | Spacewatch             |
| 187570 -      | 2006 VS123          | 14 noiembrie 2006  | Kitt Peak            | Spacewatch             |
| 187571 -      | 2006 VV123          | 14 noiembrie 2006  | Kitt Peak            | Spacewatch             |
| 187572 -      | 2006 VV142          | 14 noiembrie 2006  | Socorro              | LINEAR                 |
| 187573 -      | 2006 VN147          | 15 noiembrie 2006  | Catalina             | CSS                    |
| 187574 -      | 2006 VC153          | 8 noiembrie 2006   | Palomar              | NEAT                   |
| 187575 -      | 2006 VW153          | 8 noiembrie 2006   | Palomar              | NEAT                   |
| 187576 -      | 2006 WK9            | 16 noiembrie 2006  | Kitt Peak            | Spacewatch             |
| 187577 -      | 2006 WR20           | 17 noiembrie 2006  | Mount Lemmon         | Mount Lemmon Survey⁠(d) |
| 187578 -      | 2006 WQ26           | 18 noiembrie 2006  | Socorro              | LINEAR                 |
| 187579 -      | 2006 WA27           | 18 noiembrie 2006  | Socorro              | LINEAR                 |
| 187580 -      | 2006 WJ35           | 16 noiembrie 2006  | Kitt Peak            | Spacewatch             |
| 187581 -      | 2006 WP39           | 16 noiembrie 2006  | Kitt Peak            | Spacewatch             |
| 187582 -      | 2006 WN46           | 16 noiembrie 2006  | Kitt Peak            | Spacewatch             |
| 187583 -      | 2006 WM51           | 16 noiembrie 2006  | Kitt Peak            | Spacewatch             |
| 187584 -      | 2006 WM64           | 17 noiembrie 2006  | Mount Lemmon         | Mount Lemmon Survey⁠(d) |
| 187585 -      | 2006 WC82           | 18 noiembrie 2006  | Kitt Peak            | Spacewatch             |
| 187586 -      | 2006 WD88           | 18 noiembrie 2006  | Mount Lemmon         | Mount Lemmon Survey⁠(d) |
| 187587 -      | 2006 WJ88           | 18 noiembrie 2006  | Socorro              | LINEAR                 |
| 187588 -      | 2006 WV88           | 18 noiembrie 2006  | Kitt Peak            | Spacewatch             |
| 187589 -      | 2006 WH98           | 19 noiembrie 2006  | Kitt Peak            | Spacewatch             |
| 187590 -      | 2006 WY104          | 19 noiembrie 2006  | Kitt Peak            | Spacewatch             |
| 187591 -      | 2006 WA106          | 19 noiembrie 2006  | Kitt Peak            | Spacewatch             |
| 187592 -      | 2006 WN115          | 20 noiembrie 2006  | Kitt Peak            | Spacewatch             |
| 187593 -      | 2006 WY117          | 20 noiembrie 2006  | Mount Lemmon         | Mount Lemmon Survey⁠(d) |
| 187594 -      | 2006 WA128          | 24 noiembrie 2006  | Nyukasa⁠(d)           | Nyukasa⁠(d)             |
| 187595 -      | 2006 WE128          | 24 noiembrie 2006  | Nyukasa              | Nyukasa                |
| 187596 -      | 2006 WG149          | 20 noiembrie 2006  | Kitt Peak            | Spacewatch             |
| 187597 -      | 2006 WW182          | 24 noiembrie 2006  | Kitt Peak            | Spacewatch             |
| 187598 -      | 2006 WZ190          | 25 noiembrie 2006  | Catalina             | CSS                    |
| 187599 -      | 2006 XZ9            | 9 decembrie 2006   | Kitt Peak            | Spacewatch             |
| 187600 -      | 2006 XG15           | 10 decembrie 2006  | Kitt Peak            | Spacewatch             |